# Виа Карпатия
Виа Карпатия (Via Carpatia) е планирана транснационална магистрална мрежа, свързваща Клайпеда в Литва със Солун в Гърция. Планира се да бъде открита през 2025 г.
През 2021 г. Виа Карпатия в Полша е кръстена на покойния президент Лех Качински.

## История
Първоначално маршрутът е договорен през 2006 г. от Литва, Полша, Словакия и Унгария. През 2010 г. към тази група се присъединяват Румъния, България и Гърция, които подписват така наречената Декларация от Ланкут.
На 22 юни 2017 г. Полша и Украйна подписват споразумение за сътрудничество за изграждането на пътя. Подписалите посочват, че пътят може да бъде част от Трансевропейската транспортна мрежа.
Строителството започва в отделни участъци по пътя, като целият път се очаква да бъде отворен през 2025 г.